# Filomena Suriñach i Garcia
Filomena Suriñach i Garcia, coneguda artísticament també com a Filo Suriñach, Eva Suriñach i Ena Suriñach (Barcelona, 28 de desembre de 1896 - ibídem, 2 de juliol de 1991) fou una soprano catalana. Algunes fonts indiquen incorrectament que va néixer l'any 1901. Fou cosina del compositor barceloní Carles Suriñach i Wrokona.

## Biografia
Va néixer al número 23 de la Riera de Sant Miquel de Gràcia, Barcelona, filla del madrileny Gonzalo Suriñach i de Jorja García Costero, de Huertahernando (província de Guadalajara).
Fou alumna del Reial Conservatori d'Isabel II de Barcelona, on va estudiar amb la professora Lluïsa Pierrick i rebent el títol professional el 1916. El 9 de desembre de 1918 debutà en el Gran Teatre del Liceu, amb l'òpera El barber de Sevilla de Gioachino Rossini, interpretant el 12 de gener de 1919 el Rigoletto de Giuseppe Verdi, sent molt aplaudida per l'expressió amb què interpretava la protagonista i per la flexibilitat i extensió de la seva veu, que emetia conforme les regles de l'art líric. Pocs dies després, el 16 de gener, interpretà el paper de Micaëla de l'òpera Carmen de Georges Bizet. Actuà també en les companyies d'òpera dels teatres Bosque i Novedades, de la capital catalana. El 1921 passà contractada a Itàlia, cantant a Milà, Torí i Bolonya les òperes La Favorite, La Bohème, Faust i Il trovatore.
Després realitzà una brillant gira pels Països Baixos (1923) i per les Filipines, de la que retornà amb un notable creixement de les seves facultats artístiques.
Va cantar en els principals teatres d'Espanya i es va dedicar també a la sarsuela dita del género grande. Va treballar amb els grans cantants d'aquest gènere de l'època, com ara Emili Sagi i Barba, Marcos Redondo, Gaietana Lluró, Enriqueta Tarrés, Joan Rosich, Ricard Mayral, Lluís Fabregat i Cora Raga, entre d'altres, a més de amb el seu marit, Ernest Rubio Sancho (1896-1993), amb el qual va compartir escenaris de sarsuela abans de la guerra civil espanyola, moment al qual Filomena Suriñach es va retirar. Ernesto Rubio Sancho va néixer a Torrent, València, el 20 de desembre de 1896, tercer fill de Pasqual Rubio Medina i Gertrudis Sancho Ribes i morí a Barcelona el 22 de setembre de 1993.
L'última referència trobada és la d'un concert al Casal del Metge de Barcelona, el 15 de maig de 1943, on va cantar obres de Frederic Mompou, juntament amb les pianistes Maria Vilardell i Carme Francolí.
Filomena i Ernest van tenir una filla, Rosaura Rubio i Suriñac (1931-2014), que fou bibliotecària a Barcelona.